# Addington (Buckinghamshire)
Pour les articles homonymes, voir Addington.
Addington est une paroisse civile et un village du Buckinghamshire, en Angleterre.